# Live! Final Attack at Budokan
Live! Final Attack at Budokan è il secondo album live dei Sex Machineguns pubblicato il 26 settembre del 2003 dalla Toshiba-EMI. Contiene 2 cd con brani dei primi 4 album. Nella canzone Mikan No Uta è presente un duello di assoli di chitarra tra Circuit V. Panther e Anchang.

## Tracce

### CD 1
1. Introduction-3.17
2. Tabetai Nametai Kiken Chitai-3.46
3. Famiresu Bomber-6.15
4. Japan-6.50
5. Pheromone-5.26
6. Onigunsow-3.42
7. Siren-4.34
8. Akumano Keshin-5.58
9. Sokoni anataga...-5.30
10. Iron Cross-7.07
11. S.H.R -Sexy Hero Revolution-4.14

### CD 2
1. Gyakufuu-4.35
2. Yonaoshi Good Vibration-3.59
3. Burn-burm your fire of love-4.20
4. Sakurajima-3.36
5. Fire-8.14
6. Mikan No Uta-8.16
7. Scorpio Death Rock-4.21
8. German Power-7.12
9. Sex Machineguns-10.06